# Línea C-5 (Cercanías Sevilla)
La línea C-5 de Cercanías Sevilla (Benacazón - Dos Hermanas) es una línea ferroviaria operada por la división Renfe Cercanías de Renfe y que pertenece a Adif. Forma parte del núcleo de dicha provincia junto con otras cuatro líneas.

## Historia
La línea fue inaugurada el 27 de marzo de 2011.
En otoño de 2015 se amplió la línea con estación terminal en Jardines de Hércules. El 3 de febrero de 2025, se amplió la línea por el extremo sur hasta Dos Hermanas, si bien solo 6 trenes diarios por sentido de lunes a viernes alcanzan la estación.

## Recorrido
Usa las vías de las líneas Sevilla-Cádiz entre Dos Hermanas y Sevilla-Santa Justa y la línea Sevilla-Huelva hasta Benacazón, compartiéndolas con trenes de Renfe Media Distancia con destino Cádiz, Córdoba, Jaén, Huelva, Málaga, Granada o Almería y con trenes de largo recorrido con destino Cádiz, Madrid o Barcelona.

## Material móvil
Por esta línea circulan unidades Civia 465 y ocasionalmente, la serie 446.

## Frecuencias
Su frecuencia de paso en hora punta es de 35 minutos. Solo seis trenes diarios por sentido continúan desde Jardines de Hércules hasta Dos Hermanas y viceversa.
Es la segunda línea con más pasajeros del núcleo de cercanías.

## Intermodalidad
En la línea se puede hacer correspondencia con otras líneas de cercanías en Jardines de Hércules, Virgen del Rocío , San Bernardo , Santa Justa y San Jerónimo. Con el Metro en San Bernardo. Y con Renfe Media Distancia en Virgen del Rocío , San Bernardo , Santa Justa y Benacazón.